# Zou Yan
Cette page contient des caractères spéciaux ou non latins. S’ils s’affichent mal (▯, ?, etc.), consultez la page d’aide Unicode.
Zōu Yǎn 鄒衍 ou Tsou Yen (-305~-240） était un philosophe de la fin de la période des Royaumes combattants qui joua un rôle déterminant dans le développement de la théorie du Yin-Yang et des Cinq éléments. Originaire de Qi dans l'actuel Shandong, on ne sait presque rien de sa vie. L'historien Han Sima Qian voit en lui le membre le plus éminent de l'Académie Jixia, groupe de savants rassemblés par le roi Xuan de Qi dans sa capitale. On l'appelait aussi Zouzi (maître Zou) ou Yan qui discourt du ciel  du fait de ses compétences en astrologie.
Le Livre des Han  lui attribue le Zouzi  en 49 chapitres et le Principe de succession des cinq vertus  en 56 chapitres. Le Shiji mentionne en outre le Dasheng  et le Zhuyun , plus de dix mille caractères en tout. Aucun de ses ouvrages ne nous est parvenu, mais on en trouve des extraits dans les Annales de Lü, le Shiji, le Dadaili et le Huainanzi. Il fut enterré sur le territoire de l'actuelle Zhangqiu.

## Le Yin-Yang et les Cinq éléments
Zou Yan est rattaché à l'École du Yin-Yang, classée dans les écoles de spécialistes et techniciens shushu  abordant divers sujets : astronomie, astrologie, changements saisonniers, divination.
Dès la fin des Zhou on trouve mention dans le Guoyu  des cinq matières (terre, métal, eau, feu, bois) qui se mélangent pour constituer les dix-mille choses et êtres. Dans le Zuozhuan  on précise qu'elles sont nécessaires aux activités humaines, donc au bon fonctionnement de la société. Dans le Shangshu , datant des Zhou mais reconstitué sous les Han, on trouve les premières associations : l'eau signifie humidité et descente, le feu signifie chaleur et montée, le bois signifie courbure et droiture, le métal signifie obéissance et révolte, la terre supporte les cultures et récoltes ; le premier crée le salé, le deuxième l'amer, le troisième l'acide, le quatrième l'âcre, le cinquième le sucré.

### Succession des cinq vertus
Zou Yan développa la théorie selon laquelle les éléments se conquièrent ou s'engendrent  les uns les autres dans un ordre déterminé. L'application première de ce principe, connu comme fin et début des cinq vertus , est la justification des successions dynastiques. 
À la veille de l'avènement d'une nouvelle dynastie, le ciel envoie un signe sous la forme d'une inscription magique. Celui qui sait la lire prend la succession de la dynastie déclinante et ordonne son royaume selon les instructions de l'inscription, en accord avec la vertu de l'élément triomphant. L'ordre de succession est terre-bois-métal-feu-eau-terre, dans lequel chaque élément est suivi par celui qui le conquiert.
Cette théorie rappelle celle du mandat céleste, cependant ce n'est plus le Souverain du Ciel, mais les Cinq empereurs  associés chacun à un orient et un élément qui attribuent le mandat. Ainsi, dans le Shiji on dit que Qin Shihuang prit la succession du dernier des Zhou (dynastie de feu) parce qu'il possédait la vertu de l'eau, élément associé au Nord et à la couleur noire, d'où la rigidité et la froide cruauté de son style de gouvernement. Les Han occidentaux qui vinrent après lui possédaient la vertu de la terre, tout comme autrefois Yu, fils de l'empereur Shun, qui fut remplacé par le fondateur des dynasties Xia (bois), suivis des Yin (métal) puis les Zhou (feu). La dynastie Xin de l'usurpateur Wang Mang possédait la vertu du bois. Guangwu, premier empereur des Han orientaux, fut désigné par une inscription rouge, comme il se doit pour un souverain de feu.
Sous les Han, la théorie de Zou Yan était largement acceptée et trouvait de multiples applications dans différents domaines (médecine, morale, astronomie etc.)
| Élément  | 木   | 金         | 火   | 水  | 土    |  |
| Élément  | Bois | Métal      | Feu  | Eau | Terre |  |
| Dynastie | 夏   | 殷         | 周   | 秦  | 汉    |  |
| Dynastie | Xia  | Yin- Shang | Zhou | Qin | Han   |  |

## Géographie
Zou Yan est aussi le promoteur de la théorie géographique des Neuf continents, dont l'un, continent divin ou comté rouge , est le monde chinois tel qu'on le conçoit à son époque, lui-même subdivisé en neuf territoires par Yu le Grand, mythique fondateur de la dynastie Xia. Les autres continents sont entourés de mers ; les langues et les coutumes y sont différentes.